# Platsch (Milland)

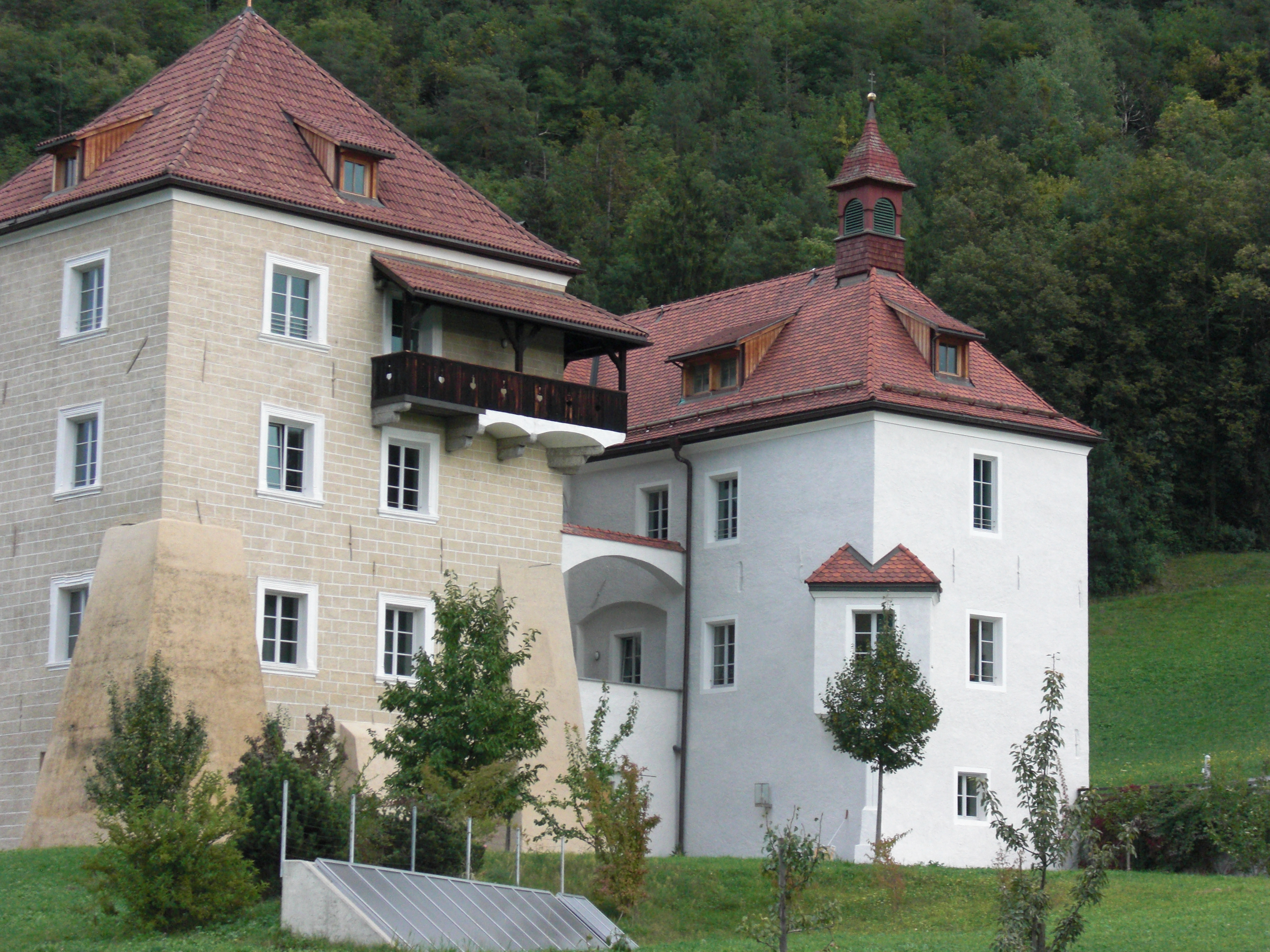
Ansitz Platsch in Milland

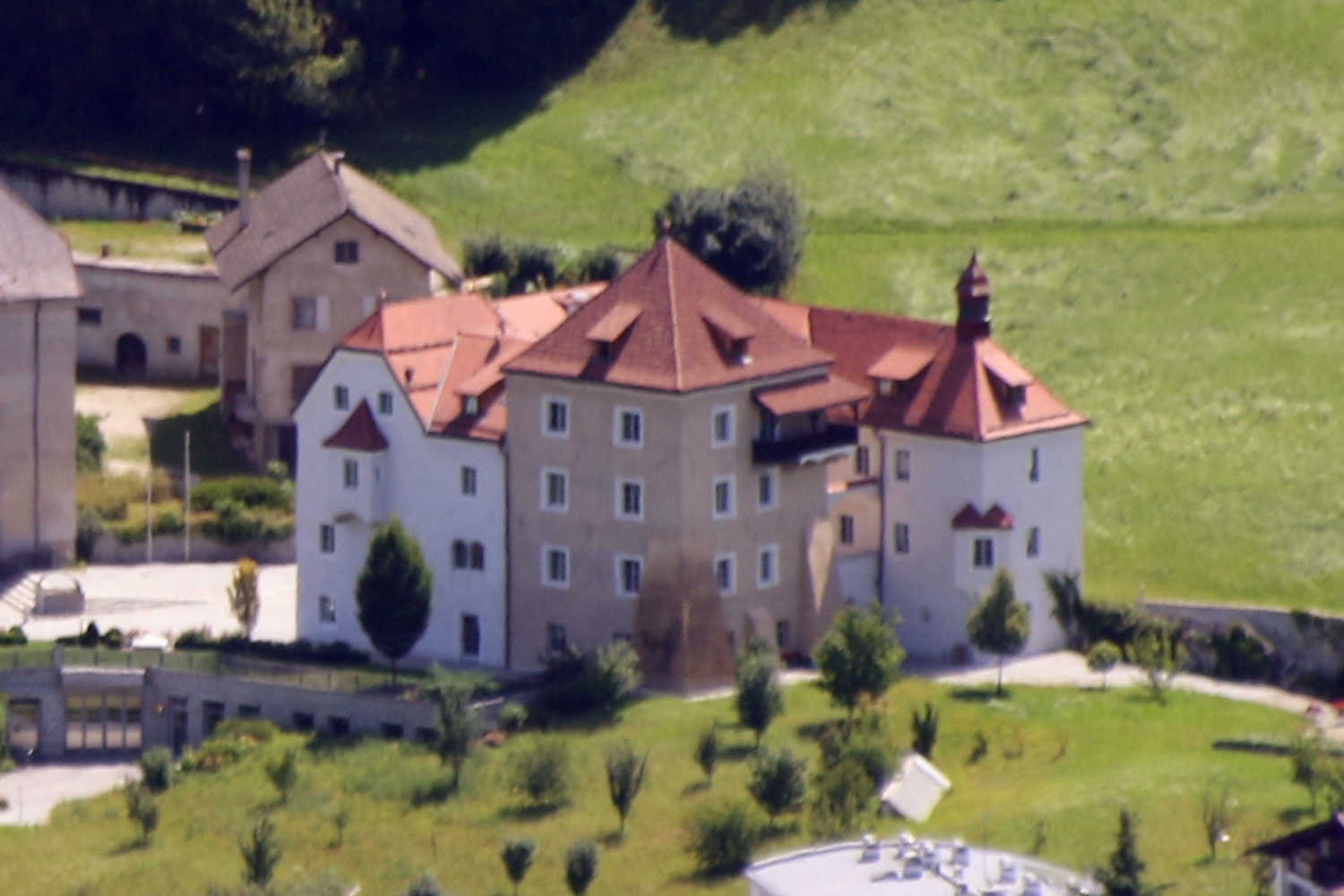
Gesamtansicht

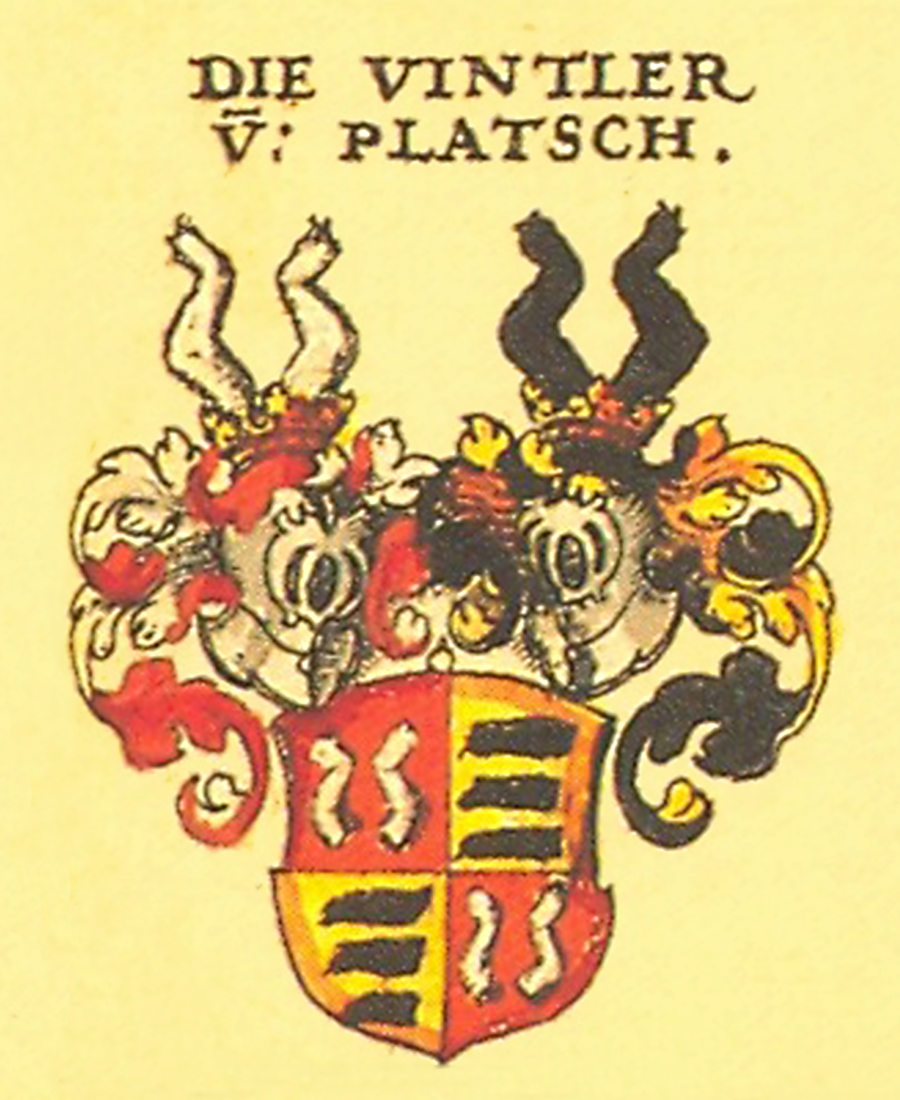
Wappen der Vintler von Platsch im Siebmacher

Platsch, früher auch als Thurn-Platsch, gegenwärtig Herz-Jesu-Missionshaus, ist ein alter Edelsitz und geschütztes Baudenkmal in Milland, einer Fraktion der Gemeinde Brixen in Südtirol.

## Geschichte
Der Kern des Baues bildet ein mittelalterlicher Wohnturm, der auf das 12. Jahrhundert zurückgeht. Platsch war Stammsitz der Edlen von Platsch, einem einst in der Umgebung reich begüterten Adelsgeschlecht, als dessen Erbauer die Familie gilt. Eberle von Platsch ließ die Liebfrauenkapelle neu erbauen oder erneuern, in der 1305 eine Wochenmesse und 1341 eine tägliche Messe stiftete. Er war möglicherweise identisch mit dem Richter zu Mühlbach Albrecht der Plaetzschaer. Sein Grabstein befindet sich in der Kirche von Milland. 1362 errichteten die Platsch in Milland einer Kaplanei. Leopold von Vintler heiratete 1410 Katharina von Platsch, die letzte ihres Geschlechts, wodurch das reiche Erbe 1417 an die Herren von Vintler überging, darunter auch der Ansitz Platsch, nach denen sie sich fortan "Vintler von Platsch" nannten. Während der Koalitionskriege brannte das Anwesen 1809 beim Durchzug französischer Truppen nieder. Die Vintler blieben bis 1877 im Eigentum von Platsch, das nur noch notdürftig zu einem Bauernhaus instand gesetzt war. 1910 wurde das Anwesen in historischer Form wiederaufgebaut. 1895 erwarben es die Comboni-Missionare und nutzen es seither als Missionshaus. Am 8. September 1980 erfolgte die Unterschutzstellung von Seiten des Südtiroler Landesdenkmalamtes. In jüngerer Zeit fand eine umfassende Sanierung des Gebäudeensembles statt.